# Campanula andrewsii
Campanula andrewsii är en klockväxtart som beskrevs av A.Dc. Campanula andrewsii ingår i släktet blåklockor, och familjen klockväxter.

## Underarter
Arten delas in i följande underarter:
- C. a. andrewsii
- C. a. hirsutula

## Bildgalleri

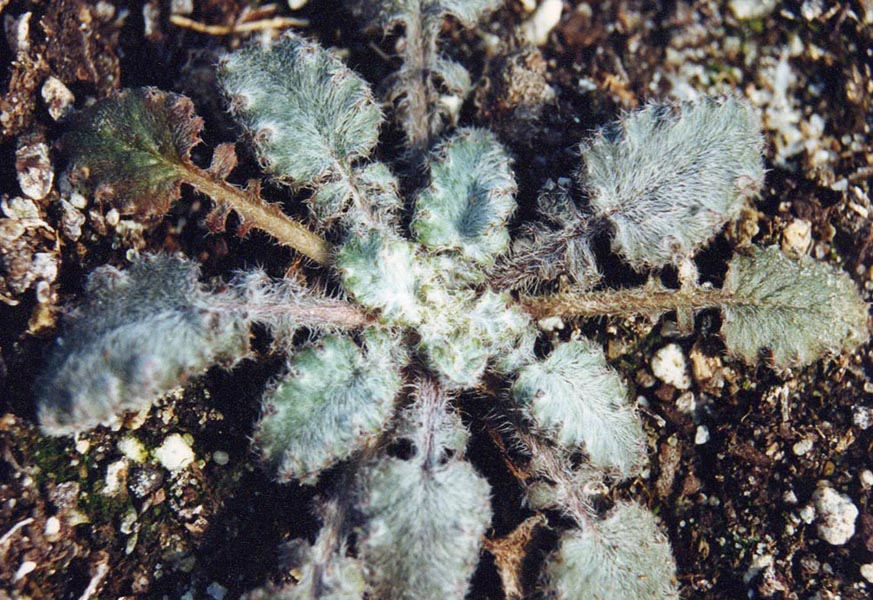
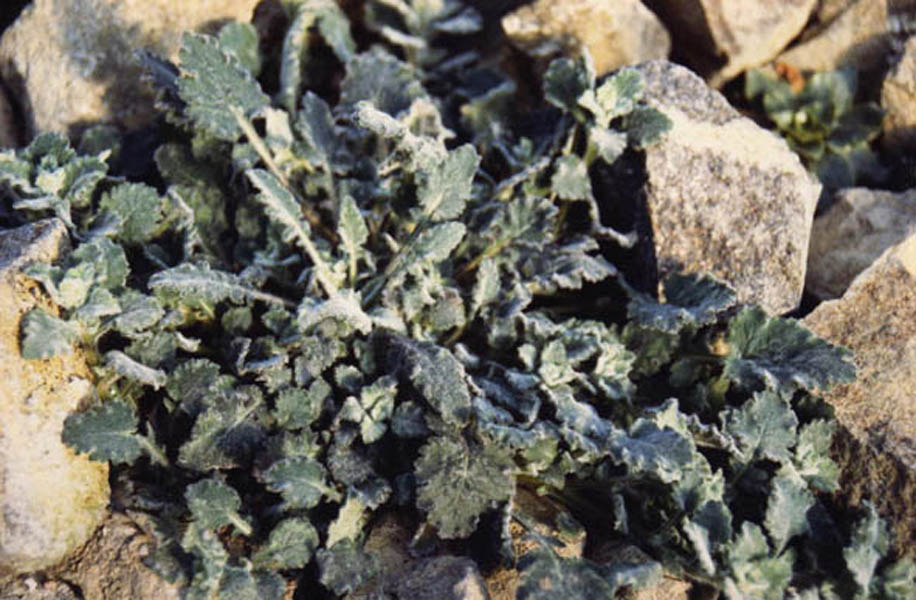
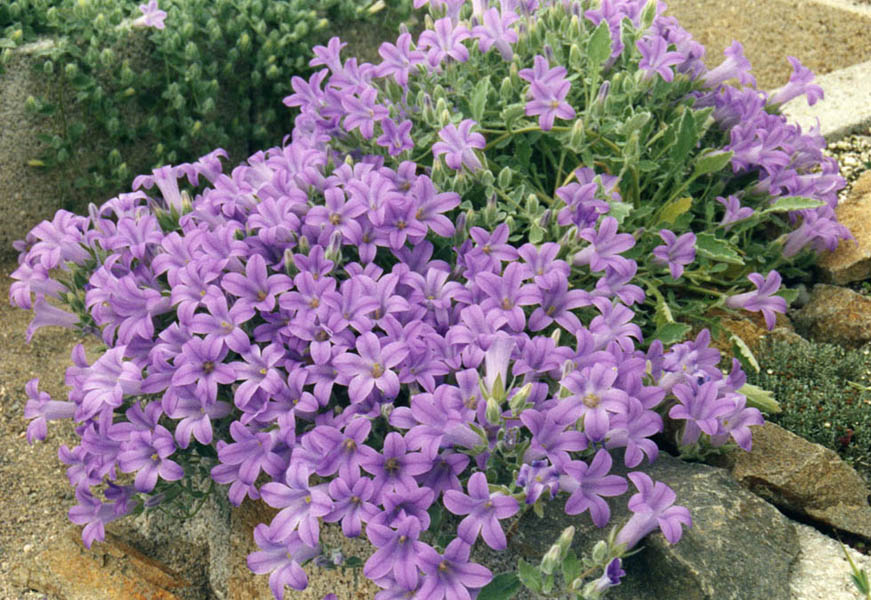
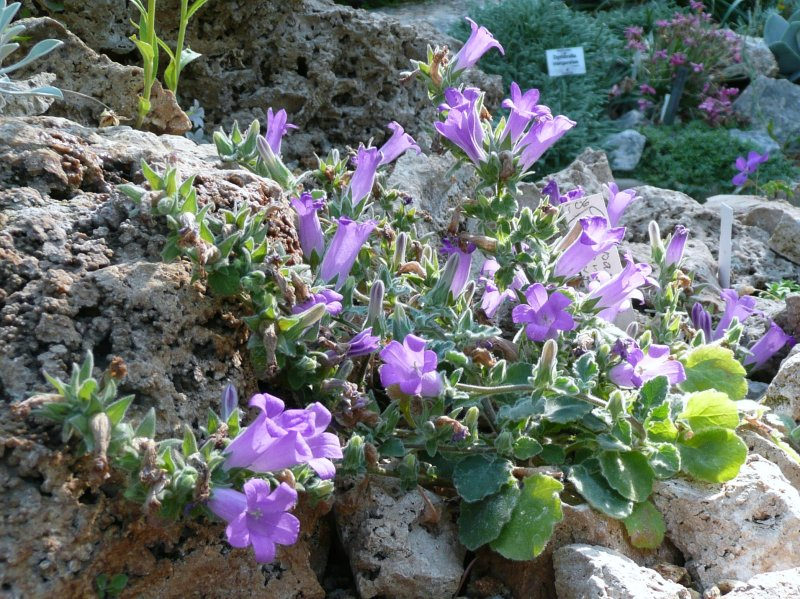
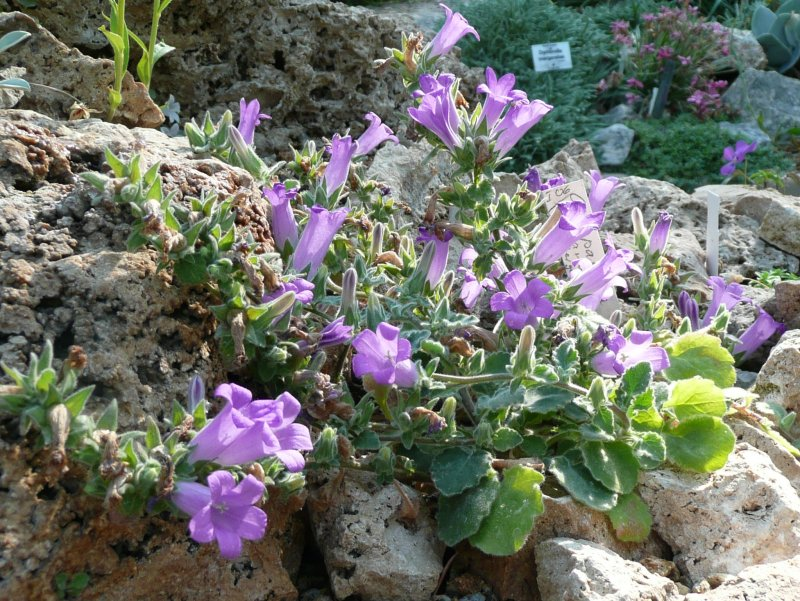
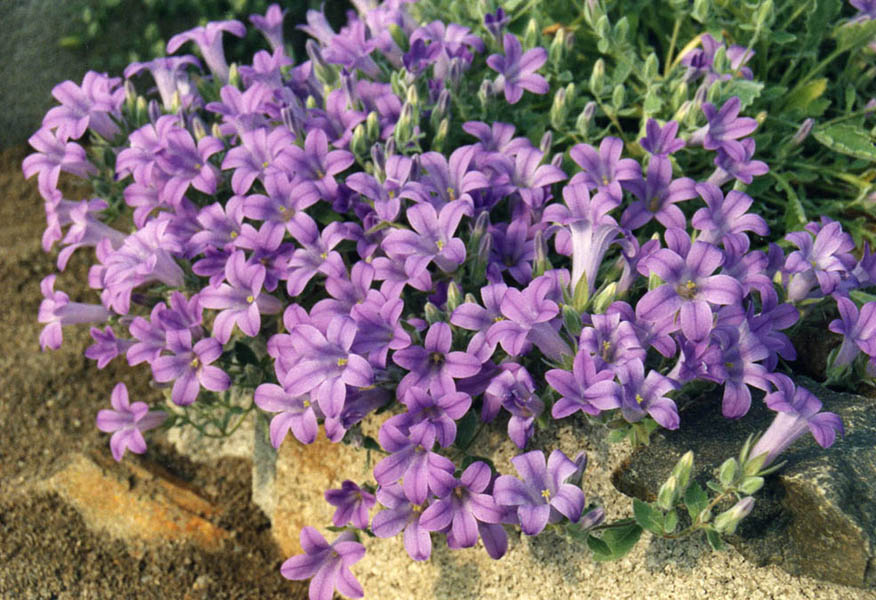